# Sinal digital

Sinal amostrado e quantizado

Sinal Digital é uma sequência discreta (descontínua) no tempo e em amplitude. Isso significa que um sinal digital só é definido para determinados instantes de tempo, e que o conjunto de valores que pode assumir é finito.
A digitalização converte o sinal analógico, por exemplo a voz de um locutor, em uma série de uns e zeros. Essa tecnologia degrada um pouco o sinal, porque uns e zeros não são uma representação fiel do sinal analógico. No entanto, o sinal digital é robusto. Ele pode ser corrigido utilizando-se rotinas de correção de erros se houver interferências. Além disso, os sinais digitais podem ser compactados, tornando os sistemas digitais muito mais eficientes do que os analógicos.
A Digitalização de sinais analógicos é obtida com três processos:
- 1. Amostragem: Discretização do sinal analógico original no tempo.
- 2. Quantização: Discretização da amplitude do sinal amostrado.
- 3. Codificação: Atribuição de códigos (geralmente binários) às amplitudes do sinal quantizado.